# Ngắn mạch

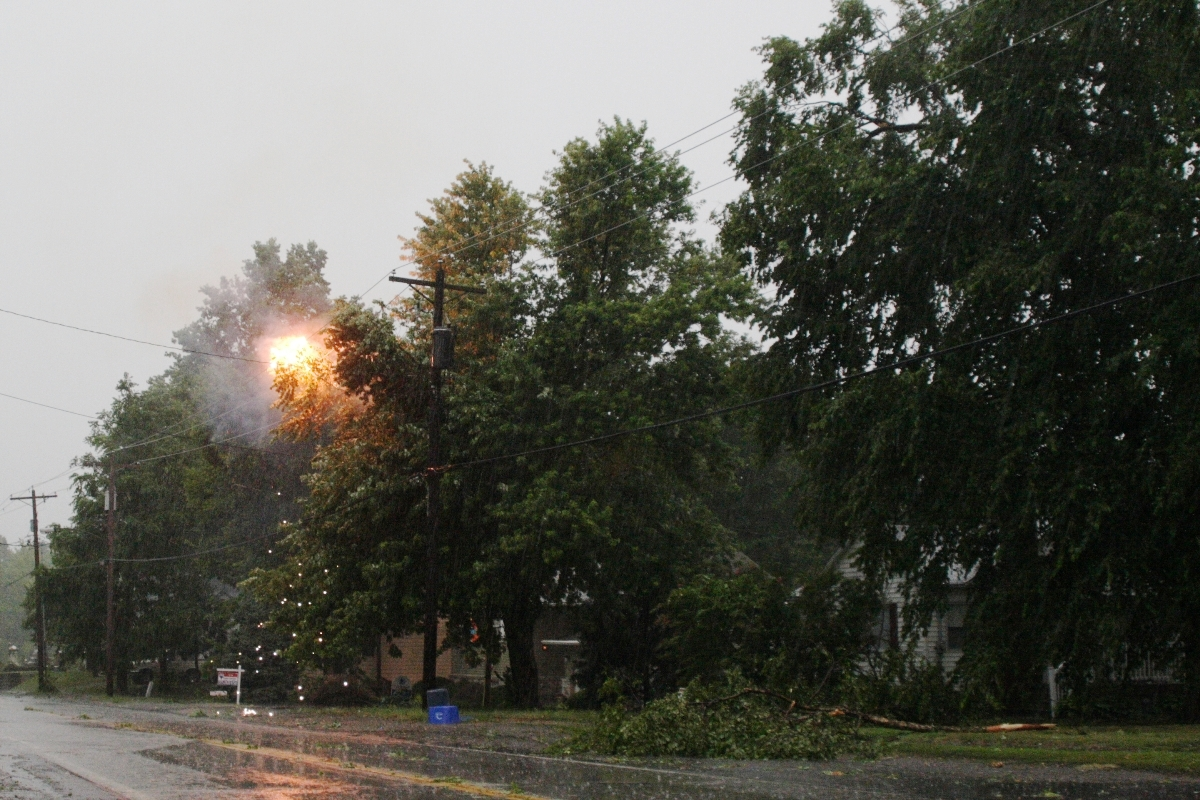
Cành cây bị chập điện, gây ra hồ quang điện trong cơn bão

Ngắn mạch, đoản mạch hay chập điện là một mạch điện cho phép dòng điện đi dọc theo một con đường ngoài ý muốn mà không có hoặc có trở kháng điện rất thấp. Điều này dẫn đến một dòng điện có cường độ quá mức chạy qua mạch điện. Đối diện của ngắn mạch là "hở mạch", là điện trở vô hạn giữa hai nút.

## Định nghĩa
Ngắn mạch là một kết nối bất thường giữa hai nút của mạch điện dự định ở các điện áp khác nhau. Điều này dẫn đến một dòng điện chỉ bị giới hạn bởi điện trở tương đương Thévenin của phần còn lại của mạng. Điều này có thể gây hư hỏng mạch, quá nhiệt, cháy hoặc nổ. Mặc dù thường là kết quả của một lỗi, có những trường hợp ngắn mạch được gây ra có chủ ý, ví dụ, cho mục đích bảo vệ mạch xà beng cảm ứng điện áp.
Trong phân tích mạch, ngắn mạch được định nghĩa là một kết nối giữa hai nút, buộc chúng phải ở cùng một điện áp. Trong mạch ngắn 'lý tưởng', điều này có nghĩa là không có điện trở và do đó không có sụt áp trên kết nối. Trong các mạch thực, kết quả là một kết nối gần như không có điện trở. Trong trường hợp như vậy, dòng điện chỉ bị giới hạn bởi điện trở của phần còn lại của mạch.

## Ví dụ
Một loại ngắn mạch phổ biến xảy ra khi các cực dương và cực âm của pin được kết nối với một dây dẫn có điện trở thấp, giống như dây dẫn. Với điện trở thấp trong kết nối, dòng điện cao sẽ chảy, gây ra việc cung cấp một lượng năng lượng lớn trong một khoảng thời gian ngắn.
Dòng điện cao chạy qua pin có thể gây ra sự gia tăng nhiệt độ nhanh chóng, có khả năng dẫn đến một vụ nổ khi giải phóng khí hydro và chất điện phân (axit hoặc base), có thể đốt cháy mô và gây mù mắt hoặc thậm chí tử vong. Dây quá tải cũng sẽ quá nóng gây ra thiệt hại cho vỏ cách điện của dây hoặc gây cháy. Điều kiện dòng điện cao cũng có thể xảy ra với tải động cơ điện trong điều kiện bị đình trệ, chẳng hạn như khi bánh công tác của máy bơm chạy bằng điện bị kẹt bởi các mảnh vỡ; Đây không phải là một sự ngắn mạch, mặc dù nó có thể có một số hiệu ứng tương tự.
Trong các thiết bị điện, ngắn mạch không chủ ý thường xảy ra khi phần cách điện của dây bị phá vỡ, hoặc khi vật liệu dẫn điện khác chạm vào, làm cho dòng điện chạy dọc theo một con đường khác so với dự định.
Trong các mạch chính, ngắn mạch có thể xảy ra giữa hai pha, giữa pha và trung tính hoặc giữa pha và đất (mặt đất). Các mạch ngắn như vậy có khả năng dẫn đến một dòng điện rất cao và do đó nhanh chóng kích hoạt một thiết bị bảo vệ quá dòng. Tuy nhiên, có thể xảy ra ngắn mạch giữa các dây dẫn trung tính và đất, và giữa hai dây dẫn cùng pha. Các mạch ngắn như vậy có thể nguy hiểm, đặc biệt vì chúng có thể không ngay lập tức dẫn đến một dòng điện lớn và do đó ít có khả năng được phát hiện. Các tác động có thể bao gồm năng lượng bất ngờ của một mạch được cho là bị cô lập. Để giúp giảm các tác động tiêu cực của ngắn mạch, máy biến áp phân phối điện được thiết kế có chủ ý để có một lượng phản ứng rò rỉ nhất định. Các phản ứng rò rỉ (thường khoảng 5 đến 10% trở kháng toàn tải) giúp hạn chế cả cường độ và tốc độ tăng của cường độ dòng sự cố.
Một mạch ngắn có thể dẫn đến sự hình thành của một hồ quang điện. Hồ quang, một kênh của plasma bị ion hóa nóng, có tính dẫn điện cao và có thể tồn tại ngay cả sau khi một lượng đáng kể vật liệu ban đầu từ các dây dẫn đã bay hơi. Xói mòn bề mặt là một dấu hiệu điển hình của thiệt hại hồ quang điện. Ngay cả các cung ngắn cũng có thể loại bỏ một lượng đáng kể vật liệu khỏi các điện cực. Nhiệt độ của hồ quang điện thu được rất cao (hàng chục nghìn độ), khiến kim loại trên các bề mặt tiếp xúc bị nóng chảy, tạo thành dòng chất lỏng và di chuyển theo dòng điện, cũng như thoát ra ngoài không khí dưới dạng vật chất hạt mịn.

## Tác hại
Dòng điện sự cố ngắn mạch có thể, trong vòng một phần nghìn giây, lớn hơn hàng nghìn lần so với dòng hoạt động bình thường của hệ thống. Hư hỏng do chập điện có thể được giảm thiểu hoặc ngăn ngừa bằng cách sử dụng cầu chì, cầu dao hoặc bảo vệ quá tải khác, làm mất kết nối nguồn khi phản ứng với dòng điện quá mức. Bảo vệ quá tải phải được chọn theo đánh giá hiện tại của mạch. Mạch cho các thiết bị gia dụng lớn đòi hỏi các thiết bị bảo vệ được đặt hoặc xếp hạng cho dòng điện cao hơn mạch chiếu sáng. Đồng hồ đo dây được chỉ định trong tòa nhà và mã điện được chọn để đảm bảo vận hành an toàn kết hợp với bảo vệ quá tải. Một thiết bị bảo vệ quá dòng phải được đánh giá để ngắt một cách an toàn dòng ngắn mạch tiềm năng tối đa.
Nếu cài đặt mạch điện không phù hợp, việc dòng điện có cường độ quá cao do ngắn mạch có thể gây ra sự nóng lên của các bộ phận mạch với độ dẫn kém (các khớp nối bị lỗi trong hệ thống dây điện, các tiếp điểm bị lỗi trong ổ cắm điện hoặc thậm chí là vị trí của chính mạch ngắn). Quá nóng như vậy là một nguyên nhân phổ biến của hỏa hoạn. Hồ quang điện, nếu nó hình thành trong thời gian ngắn mạch, tạo ra một lượng nhiệt cao và cũng có thể gây ra sự bắt lửa của các chất dễ cháy.
Trong các hệ thống phân phối công nghiệp và tiện ích, các lực động học được tạo ra bởi dòng điện ngắn mạch cao sẽ làm cho các dây dẫn bung rộng ra. Thanh cái, dây cáp và thiết bị có thể bị hỏng do các lực động học được tạo ra trong một mạch bị ngắn mạch.